# Коралі Сіммонс
Коралі Сіммонс (англ. Coralie Simmons, 1 березня 1977) — американська ватерполістка.
Срібна призерка Олімпійських Ігор 2000 року.
Срібна призерка Панамериканських ігор 1999 року.